# Edy Vásquez
Edy Rafael Vásquez Andrade (Tegucigalpa, Honduras; 31 de octubre de 1983 - Tegucigalpa, Honduras; 12 de mayo de 2007†) fue un futbolista hondureño. Jugaba como mediocampista, su primer equipo fue el Club Deportivo Motagua y su último equipo también fue el Club Deportivo Motagua.

## Trayectoria

### Club Deportivo Motagua
Vásquez debutó con el Club Deportivo Motagua, el 3 de abril de 2004 en una derrota 3-2 frente al Real Club Deportivo España, en el Estadio Olímpico Metropolitano de San Pedro Sula, Vásquez logró jugar 63 partidos con el Club Deportivo Motagua y anotó 7 goles con este club. Vásquez anotó su primer gol con el Club Deportivo Motagua el 13 de marzo de 2005, en una victoria 2-1 frente al Club Deportivo Victoria en el Estadio Nacional de Tegucigalpa, cuando anotó en el último minuto.
Vásquez había sufrido una lesión en su tibia y peroné, que lo dejó sin jugar casi toda la temporada 2006-2007 con el Club Deportivo Motagua.
El último partido que disputó Edy Vásquez fue el 29 de abril de 2007 en una victoria 1-0 frente al Club Deportivo Marathón y el último partido en el que Vásquez anotó fue el 5 de octubre de 2006 frente al Hispano Fútbol Club, este partido se realizó en el Estadio Nacional de Tegucigalpa.

## Selección nacional
Edy Vásquez debutó con la Selección de fútbol de Honduras, en agosto de 2006, en un partido amistoso frente a la Selección de fútbol de Venezuela, Vásquez consiguió un total de tres partidos con la Selección de fútbol de Honduras, sin lograr anotar goles.
Su último partido con la Selección de fútbol de Honduras fue en octubre de 2006, partido frente a la Selección de fútbol de Guatemala.

## Vida personal y fallecimiento
Vásquez era hijo de Sandra Andrade y hermano del juvenil futbolista, Anthony Vásquez, quien también estuvo en las filas del Club Deportivo Motagua, Edy tenía una hija con su esposa, Pamela Ocampo: Yeimi Alexandra.
Vásque murió en el Hospital Escuela de Tegucigalpa, en la mañana del 12 de mayo de 2007, después de que el carro en el que se conducía hubiera chocado ante un muro en la Colonia Las Brisas del Bulevar Fuerzas Armadas de Tegucigalpa. El accidente cobro la vida del futbolista, mientras que los otros dos pasajeros sufrieron heridas pero lograron sobrevivir. Según la policía de Honduras, el testigo que también se transportaba en el automóvil y la Medicina Forense de Honduras, el accidente se debió a que el futbolista conducía alcoholizado. Fue enterrado tres días después en el Cementerio San Miguel Arcángel de Tegucigalpa.
Después de su muerte, el Club Deportivo Motagua decidió retirar el número 16 en honor a la muerte del mediocampista.

## Clubes

### Estadísticas
| Club                    | País     | Año         | Partidos | Goles |
| ----------------------- | -------- | ----------- | -------- | ----- |
| Club Deportivo Motagua† | Honduras | 2003 - 2007 | 63       | 7     |

## Palmarés

### Campeonatos nacionales
| Título                              | Club                   | País     | Año             |
| ----------------------------------- | ---------------------- | -------- | --------------- |
| Liga Nacional de Fútbol de Honduras | Club Deportivo Motagua | Honduras | Ap. 2006 - 2007 |